# Vassílivka (Bilohirsk)
|  | Per a altres significats, vegeu «Vassílievka». |

Vassílivka (en ucraïnès: Василівка, rus: Васильевка, Vassílievka) és un poble de la República Autònoma de Crimea, a Ucraïna, segons el cens del 2014 tenia 1.331 habitants. Pertany al districte municipal de Bilohirsk.